# ノンスタ石田のガクショク!
『ノンスタ石田のガクショク!』（ノンスタいしだのガクショク）は、2011年6月4日から2013年3月2日までABCテレビのフリーチャンネルで毎月第1土曜日（毎月第1金曜日の深夜）1:34 - 3:04（JST、原則）に放送されていた学生のための情報トークバラエティ番組。

## 概要
これからの日本を背負う関西地方の大学生をスタジオに招き、学生の今思っていること、悩み事をNON STYLEの石田明と共にざっくばらん、かつ自由気ままに討論する。また学生のトレンド情報も随時放送する。
題名は学生食堂（学食）から。原則公開生放送。

## 出演者
- 石田明
- 宇都宮まき
- SoCo

一般公募生もいた。

## ガクショク THE MOVIE
2011年8月より月に1、2回の金曜日の当時間帯に、番組司会者の石田・宇都宮がナビゲーターとなり、若者の群像を描いた映画を放送していた。